# Vasil Kirkov
Vasil Kirkov (ur. 13 marca 1999 w Asenowgradzie) – amerykański tenisista pochodzenia bułgarskiego, finalista juniorskiego French Open 2017 w grze podwójnej.

## Kariera tenisowa
Podczas swojej kariery wygrał jeden singlowy oraz trzy deblowe turnieje rangi ITF. 
W 2017 roku, startując w parze z Dannym Thomasem dotarł do finału juniorskiego turnieju wielkoszlemowego French Open. W decydującym meczu amerykański debel przegrał wówczas z duetem Nicola Kuhn-Zsombor Piros.
W tym samym sezonie, podczas US Open zadebiutował w turnieju wielkoszlemowym w grze podwójnej. Startując w parze z Dannym Thomasem odpadł w pierwszej rundzie. 
W rankingu gry pojedynczej najwyżej był na 539. miejscu (18 października 2021), a w klasyfikacji gry podwójnej na 515. pozycji (5 listopada 2018).

### Finały juniorskich turniejów wielkoszlemowych w grze podwójnej (0–1)
| Końcowy wynik | Nr | Data            | Turniej            | Nawierzchnia | Partner      | Przeciwnicy               | Wynik finału |
| ------------- | -- | --------------- | ------------------ | ------------ | ------------ | ------------------------- | ------------ |
| Finalista     | 1. | 10 czerwca 2017 | French Open, Paryż | Ceglana      | Danny Thomas | Nicola Kuhn Zsombor Piros | 4:6, 4:6     |